# Comuna Vetrișoaia, Vaslui
Vetrișoaia este o comună în județul Vaslui, Moldova, România, formată din satele Bumbăta și Vetrișoaia (reședința).

## Așezare geografică
Vetrișoaia se află situată în zona de câmpie, între lunca Prutului și dealurile Fălciului, pe treptele concentrice descendente ale reliefului. Pentru această zonă enumerăm câteva denumiri băștinașe, existente până astăzi de pe vremea vechilor documente: Unghiul Strâmt, Balta Ochiului, pârâul Sărata, Tarlaua Cașcaval, Stâna Isac, tarlaua Tufa, Boul Bătrîn etc.
Este situată în partea de est a Podișului Moldovei pe coordonatele de 46° 45' lat. N și 28° 16' long. E, la o distanță de 85 km față de Vaslui (reședința județului) și 35 km de Huși, cel mai apropiat municipiu, centrul administrativ al fostului ținut al Fălciului, de care a aparținut în trecut Vetrișoaia. La nord se învecinează cu comunele Pădureni și Lunca Banului, la est cu Republica Moldova, pe hotarul trasat de cursul râului Prut, la sud cu Berezeni si la vest cu comuna Dimitrie Cantemir.
Structura geologică a teritoriului comunei se raportează la Platforma Moldovenească, mai precis la limita de sud a acesteia. Specialiștii o definesc astfel : o regiune rigidă, consolidată încă din proterozoic, a Moldovei extracarpatice. Are un fundament cristalin vechi, podolic, cutat și faliat, scufundat la adâncimi, și acoperit de o stâncă sedimentară groasă, formată din roci paleozoice, mezozoice și terțiare necutate, cu numeroase și importante discordanțe stratigrafice între ele. Contactul său cu unitatea cutată, mai labilă, a orogenului carpatic se face în lungul faliei pericarpatice, pe linia Vicovu de Sus, Păltinoasa, Târgu Neamț, Buhuși, Gura Văii (pe Trotuș). În acest sector, prospecțiunile geografice au pus în evidență o linie de fractură și o afundare accentuată spre sud a fundamentului precambrian al platformei, până către Bârlad și Murgeni.

## Demografie
Componența etnică a comunei Vetrișoaia
     Români (94,01%)
     Alte etnii (5,99%)
Componența confesională a comunei Vetrișoaia
     Ortodocși (92,15%)
     Penticostali (1,36%)
     Alte religii (0,23%)
     Necunoscută (6,25%)
Conform recensământului efectuat în 2021, populația comunei Vetrișoaia se ridică la 2.638 de locuitori, în scădere față de recensământul anterior din 2011, când fuseseră înregistrați 2.830 de locuitori. Majoritatea locuitorilor sunt români (94,01%). Din punct de vedere confesional, majoritatea locuitorilor sunt ortodocși (92,15%), cu o minoritate de penticostali (1,36%), iar pentru 6,25% nu se cunoaște apartenența confesională.

## Politică și administrație
Comuna Vetrișoaia este administrată de un primar și un consiliu local compus din 11 consilieri. Primarul, Corneliu Stîngă[*], de la Partidul Social Democrat, este în funcție din 2016. Începând cu alegerile locale din 2024, consiliul local are următoarea componență pe partide politice:
|  | Partid                          | Consilieri | Componența Consiliului | Componența Consiliului | Componența Consiliului | Componența Consiliului | Componența Consiliului | Componența Consiliului | Componența Consiliului |
|  | ------------------------------- | ---------- | ---------------------- | ---------------------- | ---------------------- | ---------------------- | ---------------------- | ---------------------- | ---------------------- |
|  | Partidul Social Democrat        | 7          |                        |                        |                        |                        |                        |                        |                        |
|  | Partidul Național Liberal       | 3          |                        |                        |                        |                        |                        |                        |                        |
|  | Alianța pentru Unirea Românilor | 1          |                        |                        |                        |                        |                        |                        |                        |